# Yeya (Krylovskaya, Krasnodar)
Yeya (del ruso: Ея) es un jútor del raión de Krylovskaya del krai de Krasnodar de Rusia. Está situado en la confluencia del río Yeya y su afluente el Ploskaya, 16 km al este de Krylovskaya y 165 km al nordeste de Krasnodar, la capital del krai. Tenía 89 habitantes en 2010
Pertenece al municipio Krylovskoye.